# Long Beach Blues Festival

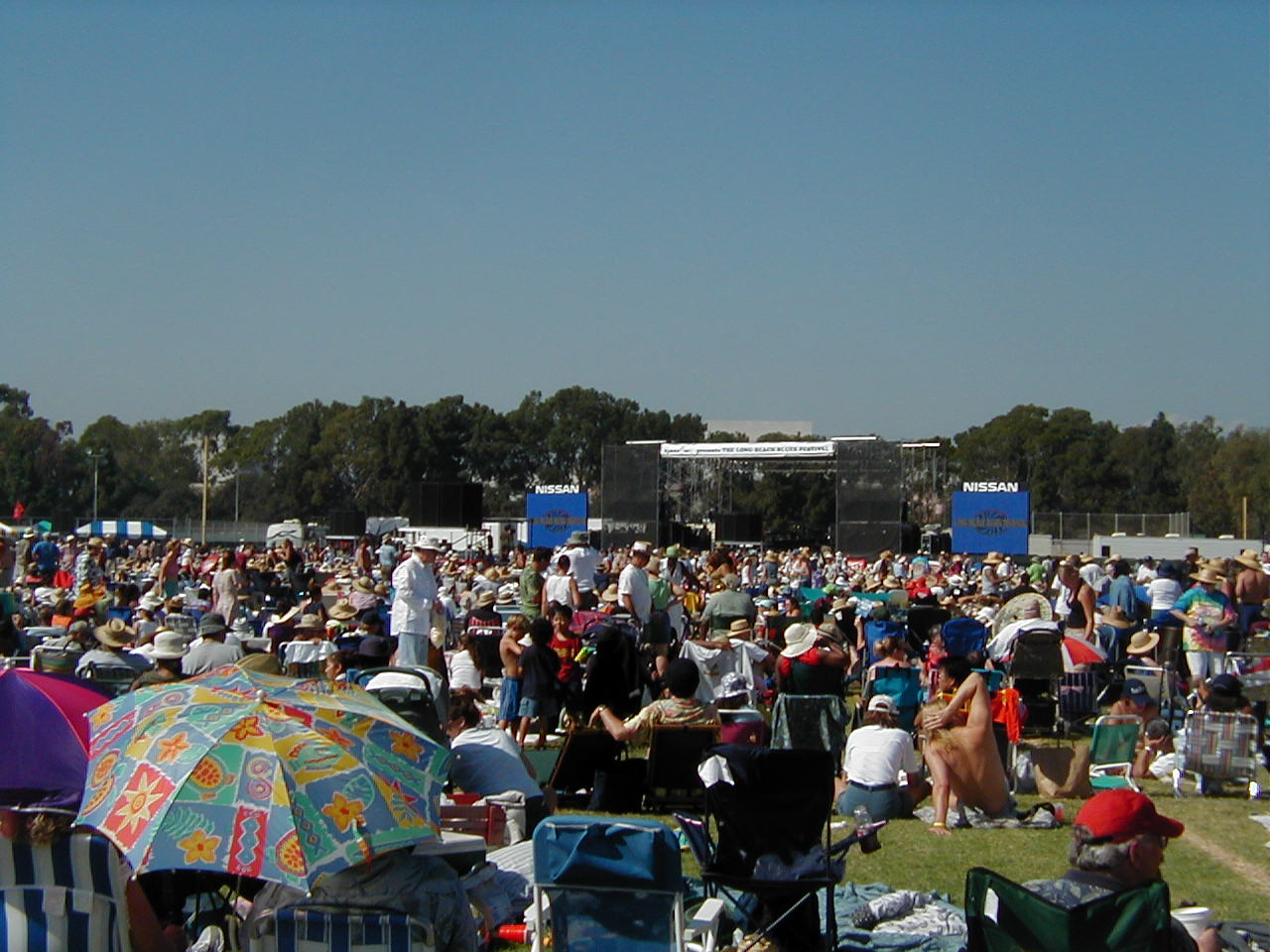
Long Beach Blues Festival auf dem Campus der California State University

Das Long Beach Blues Festival wurde 1980 gegründet und war zusammen mit dem San Francisco Blues Festival und dem Chicago Blues Festival eines der bedeutendsten in den USA. Es fand am Samstag und Sonntag des Labor-Day-Wochenendes statt und wurde seit der 29. Auflage in der Rainbow Lagoon in Downtown Long Beach abgehalten. Die ersten 28 Auflagen fanden im Campus der California State University, Long Beach statt. Veranstaltet wurde das Festival von KKJZ, einer mit öffentlichen Geldern unterstützten Radiostation auf dem Gelände der California State University, die Jazz und Blues sendet. Zweck des Festivals war es auch, Gelder für den Sender aufzubringen. Nach 2010 fand das Festival nicht mehr statt.

## Aufgetretene Künstler
- 1980: Chambers Brothers, William Clarke Band, Pee Wee Crayton, Prince Dixon, Margie Evans, Lowell Fulson, C.C. Griffin, Blind Joe Hill, Hollywood Fats Band, Cleo Kennedy, Lee King Band, Doug MacLeod Band, Night Owls, George „Harmonica“ Smith, Finis Tasby, Big Joe Turner, Phillip Walker, Smokey Wilson
- 1981: Clifton Chenier, Albert Collins, Pee Wee Crayton, Margie Evans, Blind Joe Hill, George „Harmonica“ Smith, Eddie „Cleanhead“ Vinson, Smokey Wilson
- 1982: Clarence „Gatemouth“ Brown, Robert Cray, Johnny Littlejohn, Little Milton, Mighty Flyers mit Rod Piazza, Johnny Otis Show, Esther Phillips, George „Harmonica“ Smith, Taj Mahal
- 1983: Bobby „Blue“ Bland, Clifton Chenier, Johnny Copeland, Willie Dixon, Albert King, Jimmy McCracklin, Sonny Rhodes, Freddie Roulette, Koko Taylor
- 1984: Elvin Bishop, James Cotton, Pee Wee Crayton, Buddy Guy & Junior Wells Band, John Lee Hooker, Etta James, B. B. King, Denise LaSalle, Brownie McGhee, Son Seals, Big Joe Turner, Jimmy Witherspoon
- 1985: Roomful of Blues, Otis Rush, Jimmy Smith, Lee Allen, Eddie „Cleanhead“ Vinson, Linda Hopkins, Bo Diddley, The Blasters, Albert Collins, Papa John Creach, Joe Liggins & The Honeydrippers, Cash McCall Band, Charlie Musselwhite
- 1986: Big Twist and The Mellow Fellows, Guitar Showdown mit Johnny Copeland, Buddy Guy & Matt „Guitar“ Murphy, Super Harmonica Jam mit James Cotton, Rod Piazza & Junior Wells, Hank Crawford, Jimmy Johnson, Albert King, Robert Lockwood junior & Pinetop Perkins, Little Milton, Rockin' Dopsie mit Katie Webster, Koko Taylor
- 1987: Lonnie Brooks, Clarence „Gatemouth“ Brown, John Cephas & Phil Wiggins, Jeannie & Jimmy Cheatham & The Sweet Baby Blues Band, Robert Cray, Snooks Eaglin, Etta James, B. B. King, Tony Matthews, Johnny Otis, Phillip Walker, Katie Webster
- 1988: Johnny Adams, Bobby „Blue“ Bland, Ruth Brown, Albert Collins, James Cotton, Albert King, Kinsey Report mit Big Daddy Kinsey, Lil’ Ed and The Blues Imperials, The Staple Singers, Johnnie Taylor, Walter "Wolfman" Washington
- 1989: Bobby „Blue“ Bland, Charles Brown, Solomon Burke, Ronnie Earl & The Broadcasters, The Fabulous Thunderbirds, Grady Gaines & The Upsetters, Buddy Guy, John Hammond, John Lee Hooker, Johnny Shines, Terrance Simien & The Mallet Playboys, Koko Taylor
- 1990: Anson Funderburgh & The Rockets featuring Sam Myers, Ruth Brown, Albert Collins, Bo Diddley, Roy Gaines, Harmonica Fats mit der Bernie Pearl Blues Band, Etta James, Little Milton, Lonnie Mack, Yank Rachell, Otis Rush, Johnny Winter
- 1991: Blues Brothers Band mit Steve Cropper, Donald „Duck“ Dunn und Matt „Guitar“ Murphy, Robert Cray Band mit den Memphis Horns, Five Blind Boys of Alabama, John Lee Hooker, B. B. King, Big Jay McNeely mit den Rocket 88's, Jay McShann & Jimmy Witherspoon, Koko Taylor
- 1992: Chuck Berry, James Brown, David Honeyboy Edwards, Ruth Brown, Mighty Clouds of Joy, Popa Chubby, Snooky Pryor mit Johnny Nicholas, Hubert Sumlin, Irma Thomas & The Professionals, Joe Louis Walker
- 1993: Preston Shannon Band, King Biscuit Time mit Robert Lockwood, Jr., Pinetop Perkins und Sonny Payne, Rufus Thomas, Tribute To Robert Johnson mit John Hammond, Rory Block, Lonnie Pitchford und Kevin Moore (Keb’ Mo’), James Cotton, John Lee Hooker, Five Blind Boys of Alabama, Charlie Musselwhite, Denise LaSalle, Little Milton, Tribute To Muddy Waters mit Jimmy Rogers, Willie Smith, Calvin Jones, Luther „Guitar Junior“ Johnson, Carey Bell, Pinetop Perkins und Big Daddy Kinsey
- 1994: All-star Chess Records Tribute mit Billy Boy Arnold, Bo Diddley, Lowell Fulson, Johnnie Johnson, Sam Lay, Dave Myers, Jimmy Rogers und Hubert Sumlin, Jr. Wells, The Staple Singers, Buddy Guy, Robert Cray Band, Jeff Healey Band, Blues Pioneers (Homesick James, Jack Owens & Bud Spires, Jesse Thomas), Ladies Sing The Blues (Barbara Morrison, Diamond Teeth Mary, Big Time Sarah)
- 1995: Buddy Guy, Otis Rush, Dr. John, The Fabulous Thunderbirds, Charles Brown, Fat Possum Juke Joint Caravan mit Paul "Wine" Jones, Junior Kimbrough und Dave Thompson, Booker T. & the M.G.’s, mit den Memphis Horns featuring Eddie Floyd & Mavis Staples, Floyd Dixon, Johnny Otis Show featuring Linda Hopkins, Lowell Fulson & Big Jay McNeely, Jay McShann & Jimmy Witherspoon, Brownie McGhee, Rufus Thomas
- 1996: Asleep at the Wheel, Marcia Ball, Lou Ann Barton, Bobby Bland, Clarence „Gatemouth“ Brown, Charles Brown, Texas Johnny Brown, W. C. Clark, Johnny Copeland mit Shemekia Copeland, Floyd Dixon, Anson Funderburgh & The Rockets featuring Sam Myers, Lowell Fulson, Roy Gaines, Cal & Clarence Green, Guitar Shorty, Carol Fran & Clarence Hollimon, Joe Hughes, Little Richard mit Grady Gaines und den Upsetters, Long John Hunter, Smokin' Joe Kubek mit Bnois King, Pete Mayes, Jimmy „T99“ Nelson, Henry Qualls mit Hash Brown, Sonny Rhodes, Angela Strehli, Texas Tornados
- 1997: Buddy Guy, James Cotton, Son Seals, Otis Clay, John Lee Hooker, Koko Taylor, Otis Rush, Snooky Pryor, The Soul Stirrers, Chuck Berry, Ike Turner's Rhythm & Blues Revue, Bo Diddley, Joe Louis Walker, Chess All-stars featuring Hubert Sumlin, Billy Boy Arnold, Jimmy Rogers und Johnnie Johnson
- 1998: Sing It! (Marcia Ball, Irma Thomas & Tracy Nelson), Lou Ann Barton, Blues Brothers Band featuring Eddie Floyd & Wilson Pickett, Lonnie Brooks, Roomful of Blues featuring Duke Robillard, Curtis Salgado & Ronnie Earl, Robben Ford, The Dixie Hummingbirds, The Yardbirds, The Splinter Group feat. Peter Green, John Mayall's Bluesbreakers, British Blues Reunion featuring Mick Taylor, Kim Simmonds, Peter Green & Keith Emerson, James Harman, Taj Mahal, Jimmie Vaughan
- 1999: Guitar Shorty mit Sonny Rhodes, Koko Taylor And Her Blues Machine, The Fabulous Thunderbirds mit Smokey Wilson, Clarence „Gatemouth“ Brown, Buddy Guy, Clarence Carter, Johnny Rawls mit Roy Gaines, Little Milton mit Bobby Rush, Al Green, Bobby „Blue“ Bland, Harpmasters Jam mit Snooky Pryor, Carey Bell, Billy Boy Arnold und Sugar Blue, Joe Louis Walker mit Jimmy Thackery und Billy Branch, Ruth Brown, Charlie Musselwhite, John Lee Hooker
- 2000: Bo Diddley mit Billy Boy Arnold, George Thorogood & The Destroyers, Son Seals mit Sugar Blue, Lonestar Shootout: Lonnie Brooks, Long John Hunter und Phillip Walker, Bernard Allison, Etta James, Bobby Womack, Charles Wright & The Watts 103rd Street Rhythm Band, Jimmy Dawkins, Carl Weathersby mit Melvin Taylor, Mavis Staples mit der Staple Singers Band, The Allman Brothers Band, Robert Cray Band, Harpmasters Jam II mit Rod Piazza, James Cotton, Johnny Dyer, Charlie Musselwhite, Billy Branch
- 2001: James Harman, Koko Taylor, Guitar Shorty, Jimmie Vaughan, Lucky Peterson, Solomon Burke, Bobby „Blue“ Bland, Percy Sledge, Howard Tate, Little Milton
- 2002: Arthur Adams, Otis Rush, Ben E. King, The Ohio Players, Jeff Healey, Robert Cray Band, Mable John, Roy Gaines, Tyrone Davis, Ike Turner & The Kings Of Rhythm, Dr. John, Etta James
- 2003: King Brothers, Pinetop Perkins, Bob Margolin, Carey Bell, Hubert Sumlin, Charlie Musselwhite, Keb’ Mo’, The Neville Brothers, Billy Preston, Irma Thomas & The Professionals, Joe Louis Walker, Joe Cocker, Al Green
- 2004: Macy Gray, Jimmie Vaughan mit Lou Ann Barton, Jimmy Dawkins mit Billy Boy Arnold, Rod Piazza mit James Cotton, Buddy Guy, Leon Russell, Little Milton mit Dave Alvin, Solomon Burke, Clarence Carter
- 2005: Etta James, Los Lobos, Howard Tate, Bobby Rush, Cafe R&B, The Black Crowes, Bobby Bland, Guitar Shorty, Johnny Rawls, Otis Clay.
- 2006: War, Joe Cocker, Rickie Lee Jones, Jerry „The Iceman“ Butler, Luther „Guitar Junior“ Johnson, Bettye LaVette, Lucky Peterson, The Mannish Boys, Kenny Neal, Billy Branch, Carl Weathersby, The Campbell Brothers
- 2007: Buddy Guy, Dr. John, Taj Mahal & The Phantom Blues Band, Koko Taylor & Her Blues Machine, Jackie Payne/Steve Edmonson Band, The Delgado Brothers, Little Richard, Jimmy Reed Highway, Robert Cray Band, Irma Thomas & The Professionals, The Honeydripper Allstars und Harry Manx & Kevin Breit
- 2008: Chuck Berry, John Mayall, Pinetop Perkins, The Dirty Dozen Brass Band, Roy Rogers and the Delta Rhythm Kings, Roy Young, Taj Mahal Trio, Booker T. Jones, Charlie Musselwhite, Eddie Floyd, Joe Louis Walker und Ana Popović
- 2009: Kenny Wayne Shepherd, Funky Meters, Johnny Winter, Bettye LaVette, Homemade Jamz Blues Band, Hill Country Revue, Bobby Womack, Mavis Staples, The Blind Boys of Alabama, Sonny Landreth, Diunna Greenleaf, Andy Walo Trio
- 2010: Keb’ Mo’, Jon Cleary, Guitar Shorty, Arthur Adams

## Bilder

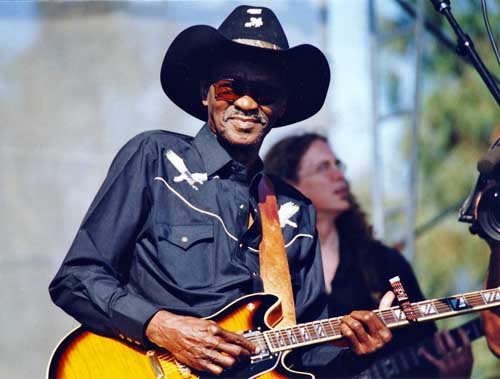
Clarence Gatemouth Brown 1996
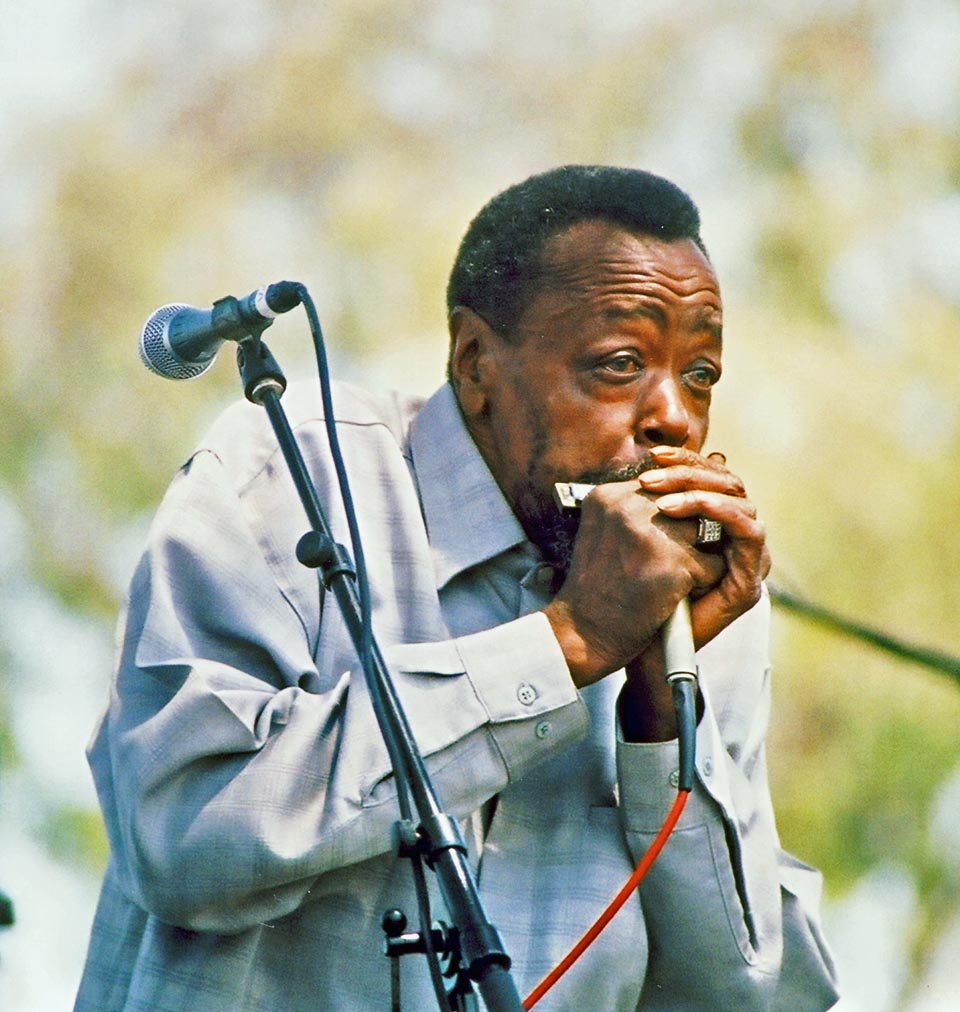
Carey Bell 2003
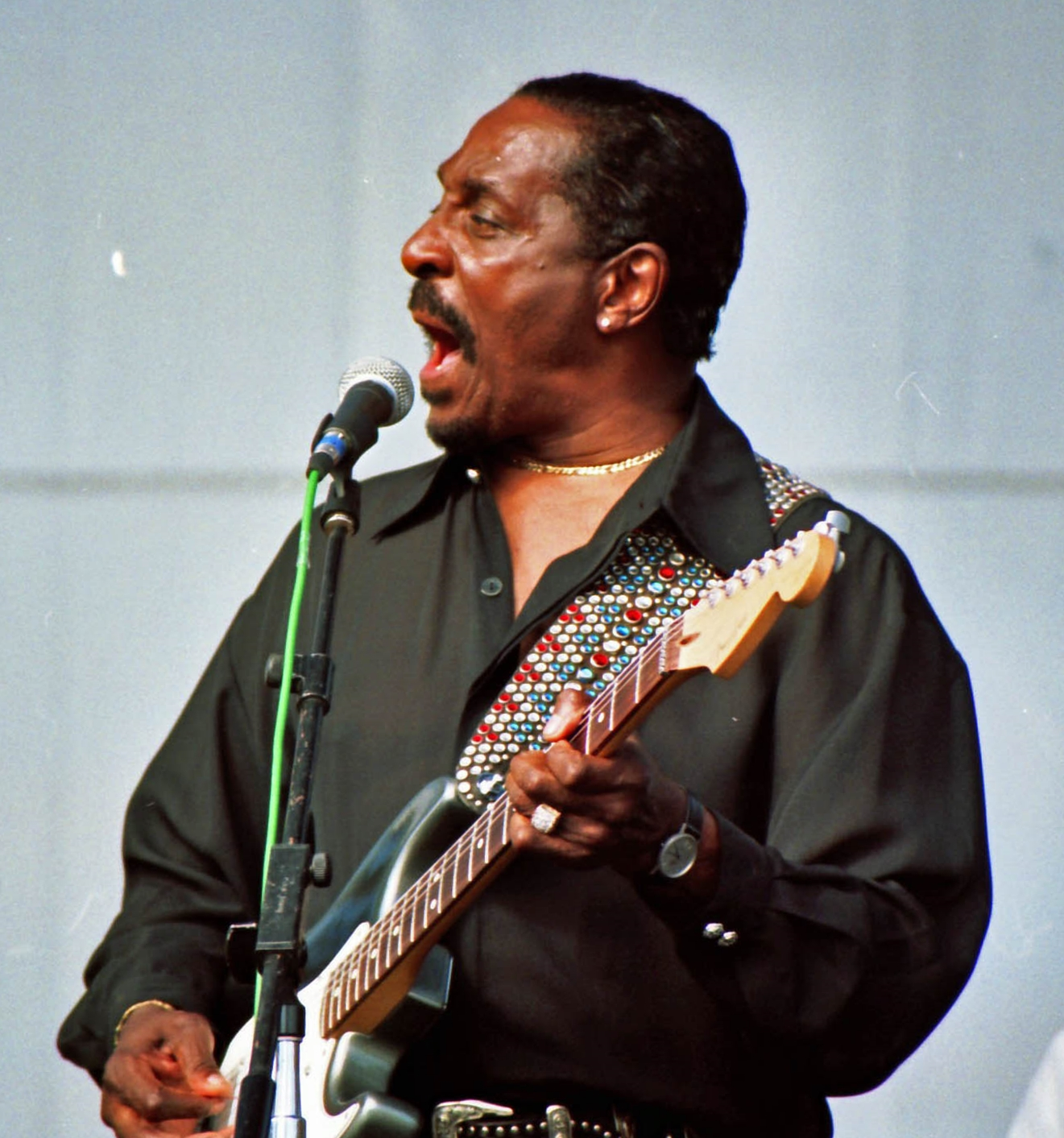
Ike Turner 1997
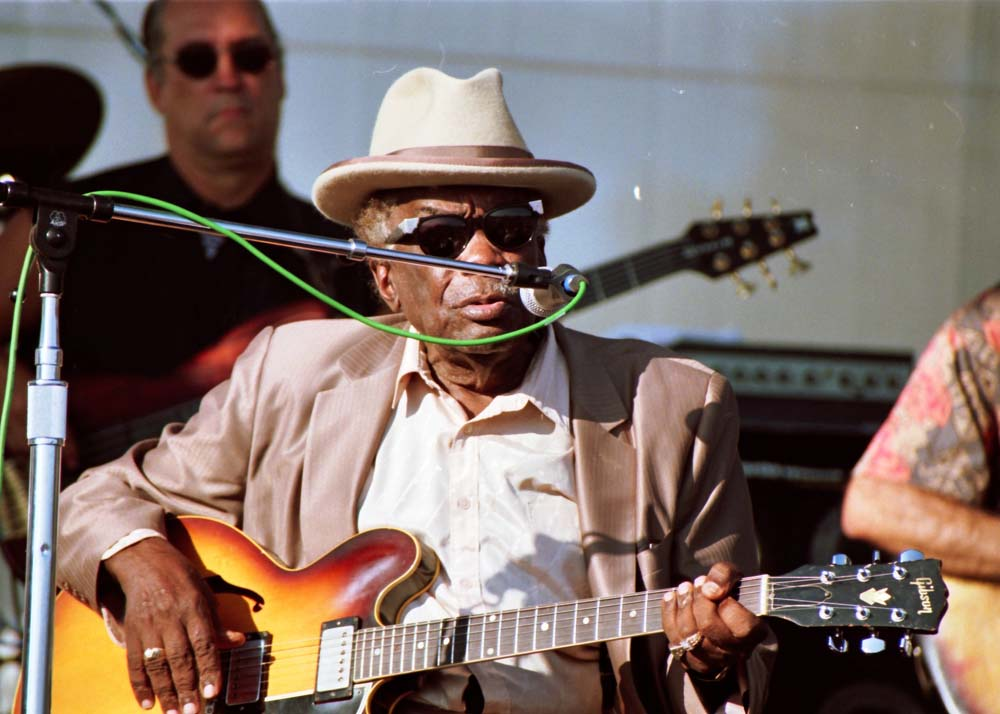
John Lee Hooker 1997
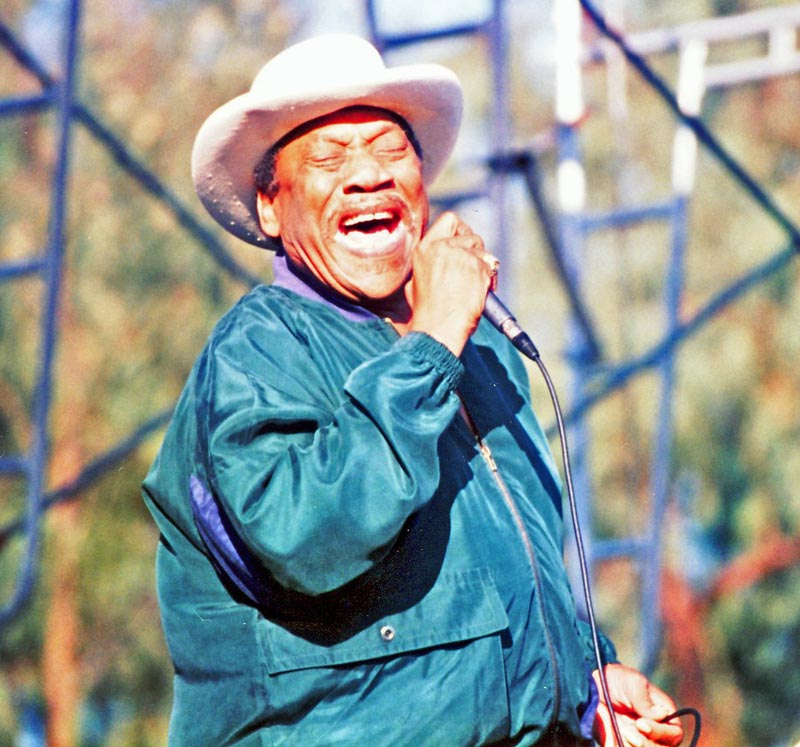
Bobby Blue Bland 1996
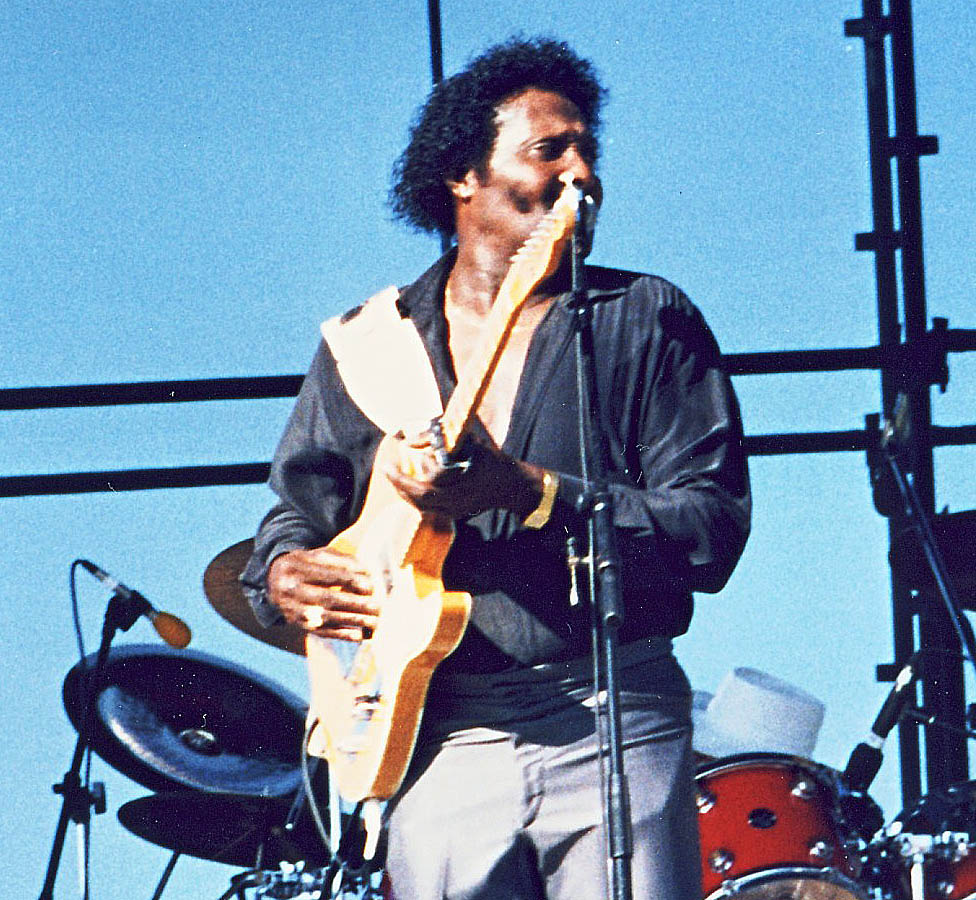
Albert Collins 1990
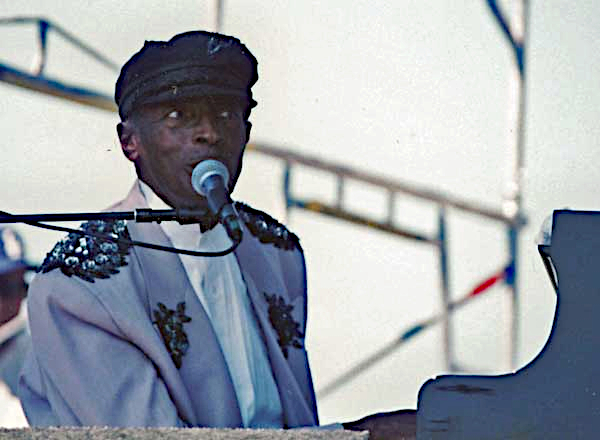
Charles Brown 1996
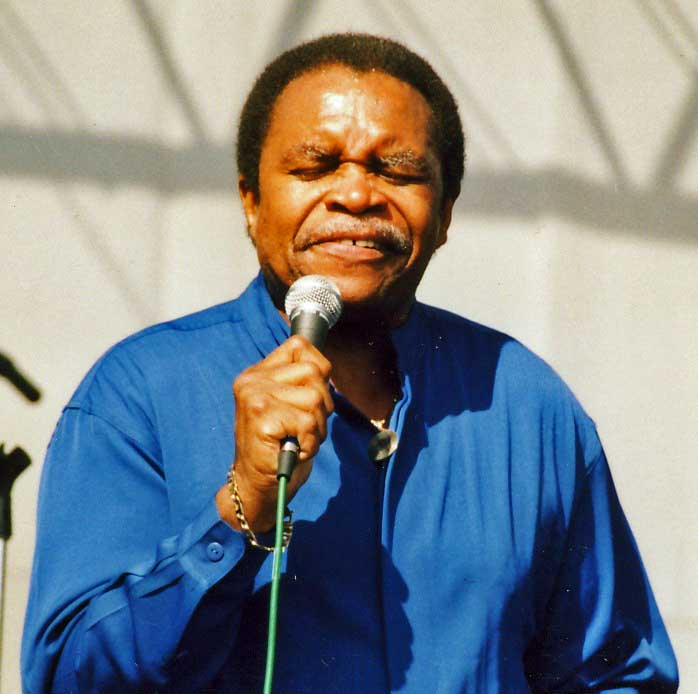
Otis Clay 1997
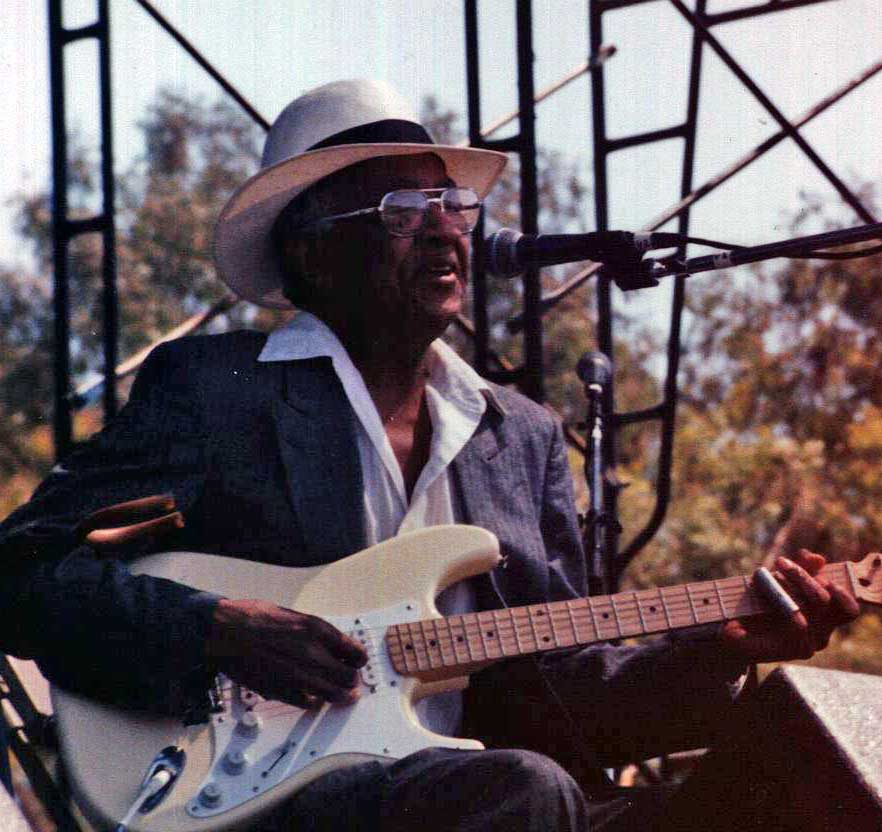
Homesick James 1994
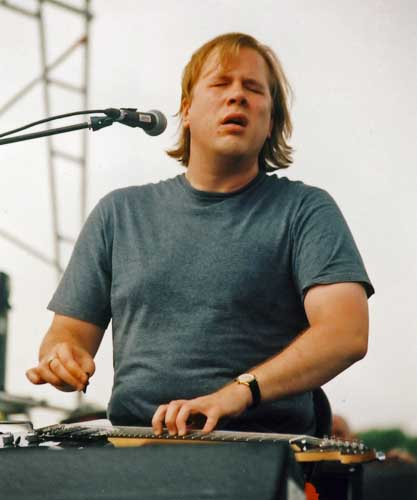
Jeff Healey 2002
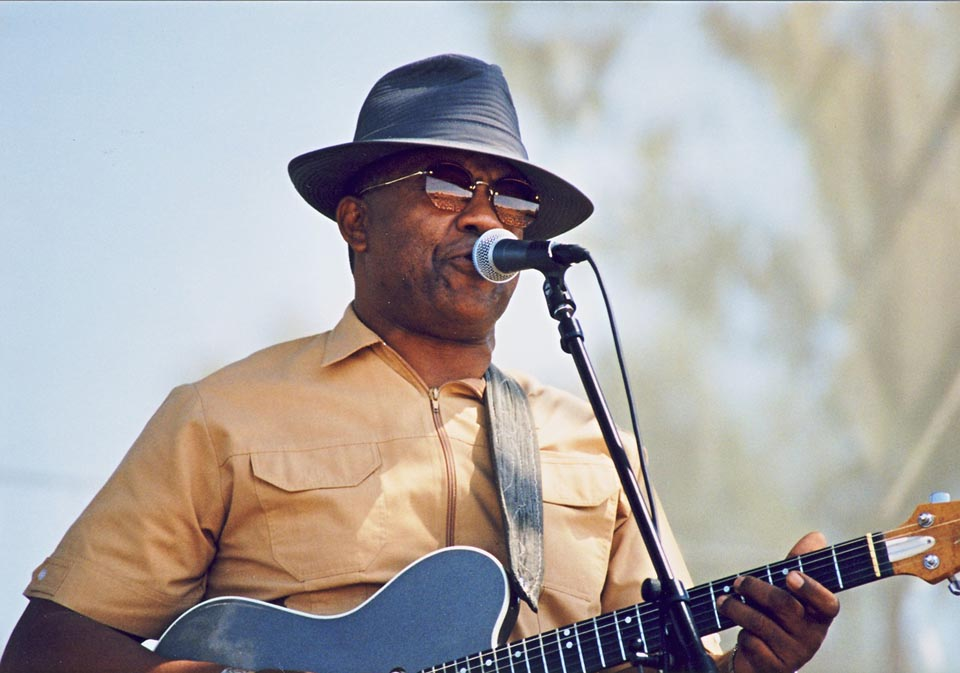
W. C. Clark 1996
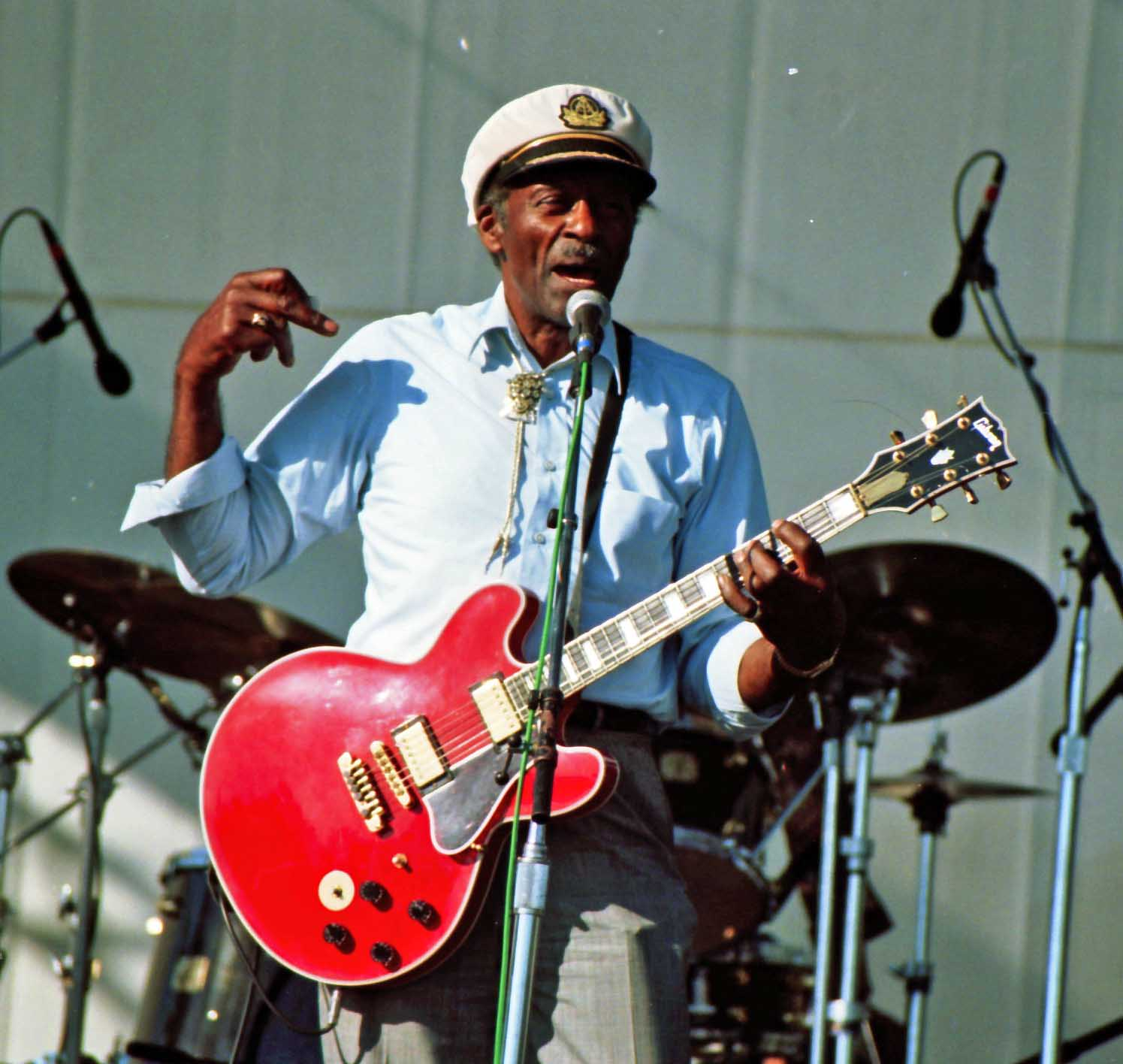
Chuck Berry 1997